# Katri Helena

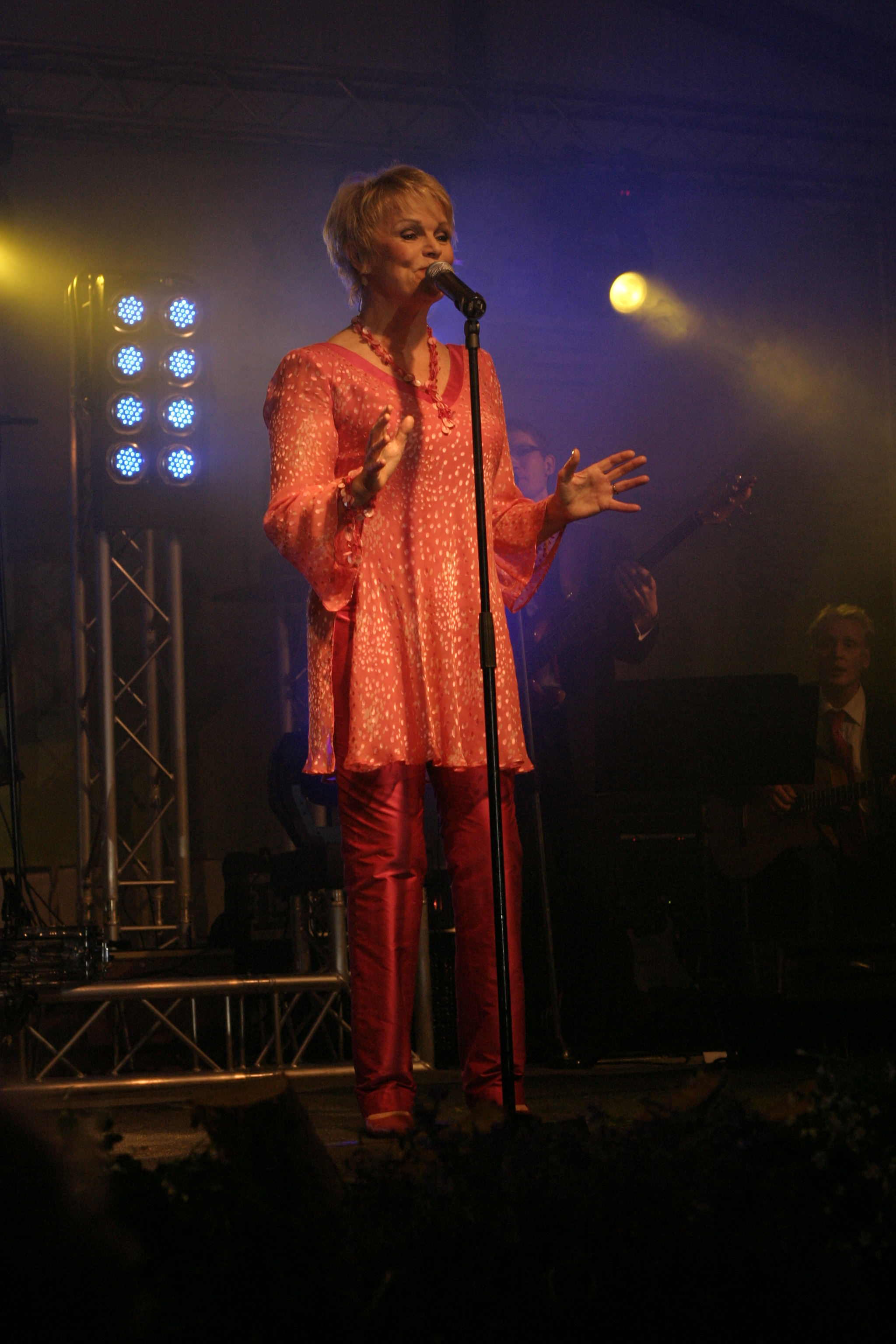
Katri Helena in 2007

Katri Helena (Tohmajärvi, 17 maart 1945) is een Fins zangeres.
Ze vertegenwoordigde Finland twee keer op het Eurovisiesongfestival. In 1979 behaalde ze de 14e plaats met het nummer Katson sineen taivaan en in 1993 eindigde ze als 17e met het nummer Tule luo.

## Discografie

### Albums
- Vaalea valloittaja (1964)
- Puhelinlangat laulaa (1964)
- Katri Helena (1966)
- Katupoikien laulu (1967)
- Paikka auringossa (1968)
- Ei kauniimpaa (1969)
- Kai laulaa saan (1971)
- Lauluja meille kaikille (1972)
- Kakarakestit (1973)
- Kun kohdattiin (1973)
- Paloma Blanca (1975)
- Lady Love (1976)
- Ystävä (1978)
- Katson sineen taivaan (1979)
- Sydämeni tänne jää (1980)
- Kotimaa (1981)
- Minä soitan sulle illalla (1982)
- Kirje sulle (1984)
- On elämä laulu (1986)
- Almaz (1988)
- Juhlakonsertti (1989)
- Anna mulle tähtitaivas (1992)
- Lähemmäksi (1994)
- Vie minut (1995)
- Hiljaisuudessa (1996)
- Missä oot (1998)
- Leidit levyllä (2000)
- Tässä tällä hetkellä (2004)
- Elämänlangat (2006)
- Hiljaisuudessa (2006)
- Tulet aina olemaan (2009)
- Valon maa (2011)
- Taivaan tie (2014)
- Niin on aina ollut (2015)

### Verzamelalbums
- Katri Helenan parhaimmat. 1 (1972)
- Katri Helenan parhaimmat. 2 (197?)
- Katri Helenan parhaimmat. 3 (197?)
- Katri Helenan kauneimmat (1977)
- Parhaat päältä (1978)
- Katri Helena: 28 toivotuinta levytystä (1987)
- Kauneimmat rakkauslaulut (1989)
- Toivotut (1992)
- 20 suosikkia – Puhelinlangat laulaa (1995)
- 20 suosikkia – Syysunelma (1995)
- 20 suosikkia – Anna mulle tähtitaivas (1997)
- Musiikin tähtihetkiä (2001)
- Sydämeni laulut (4-dubbel-cd, 2003)
- Sydämeni laulut: neljä vuosikymmentä tähtitaivaalla (dubbel-cd, 2003)
- 30 suosikkia (2011)
- Sinivalkoinen kokoelma (dubbel-cd, 2012)
- Suuret suomalaiset / 80 klassikkoa (dubbel-cd, 2016)

- Gemeinsame Normdatei: 1298524490
- International Standard Name Identifier: 0000 0001 3037 1812
- Library of Congress Control Number: no2005101720
- MusicBrainz: c6b7656c-c921-4f49-8510-f48055756076
- Système universitaire de documentation: 182207196
- Virtual International Authority File: 34196729
- WorldCat: E39PBJB48Qm9gG4Qmggrgjfcyd

1961: Laila Kinnunen · 
1962: Marion Rung · 
1963: Laila Halme · 
1964: Lasse Mårtenson · 
1965: Viktor Klimenko · 
1966: Ann-Christine Nyström · 
1967: Fredi · 
1968: Kristina Hautala · 
1969: Jarkko & Laura · 
1971: Markku Aro & Koivistolaiset · 
1972: Päivi Paunu & Kim Floor · 
1973: Marion Rung · 
1974: Carita · 
1975: Pihasoittajat · 
1976: Fredi & The Friends · 
1977: Monica Aspelund · 
1978: Seija Simola · 
1979: Katri Helena · 
1980: Vesa-Matti Loiri · 
1981: Riki Sorsa · 
1982: Kojo · 
1983: Ami Aspelund · 
1984: Kirka · 
1985: Sonja Lumme · 
1986: Kari Kuivalainen · 
1987: Vicky Rosti & Boulevard · 
1988: Boulevard · 
1989: Anneli Saaristo · 
1990: Beat · 
1991: Kaija · 
1992: Pave · 
1993: Katri Helena · 
1994: CatCat · 
1996: Jasmine · 
1998: Edea · 
2000: Nina Åström · 
2002: Laura · 
2004: Jari Sillanpää · 
2005: Geir Rönning · 
2006: Lordi · 
2007: Hanna Pakarinen · 
2008: Teräsbetoni · 
2009: Waldo's People · 
2010: Kuunkuiskaajat · 
2011: Paradise Oskar · 
2012: Pernilla Karlsson · 
2013: Krista Siegfrids · 
2014: Softengine · 
2015: Pertti Kurikan Nimipäivät · 
2016: Sandhja · 
2017: Norma John · 
2018: Saara Aalto · 
2019: Darude feat. Sebastian Rejman · 
2021: Blind Channel · 
2022: The Rasmus · 
2023: Käärijä · 
2024: Windows95Man ·
2025: Erika Vikman